# HD 167193
HD 167193，又名BD+21 3347，SAO 85836、HR 6820，是一颗恒星，视星等为6.12，位于銀經48.88，銀緯17.87，其B1900.0坐标为赤經18h 9m 2.2s，赤緯+21° 17.87′ 6″。